# Heptathlon aux championnats du monde d'athlétisme 2015
Navigation
Moscou 2013 Londres 2017
Le concours de l'heptathlon des championnats du monde de 2015 s'est déroulé les 22 et 23 août 2015 dans le Stade national de Pékin, le stade olympique de Pékin, en Chine. Il est remporté par la Britannique Jessica Ennis-Hill.

## Records et performances

### Records
Les records de l'heptathlon (mondial, des championnats et par continent) étaient avant les championnats 2015 les suivants :
| Record                    | Athlète              | Pays       | Points       | Lieu         | Date               |
| ------------------------- | -------------------- | ---------- | ------------ | ------------ | ------------------ |
| Record du monde           | Jackie Joyner-Kersee | États-Unis | 7 291 points | Séoul        | 24 septembre 1988  |
| Record des championnats   | Jackie Joyner-Kersee | États-Unis | 7 128 points | Rome         | 1er septembre 1987 |
| Record d'Afrique          | Margaret Simpson     | Ghana      | 6 423 points | Götzis       | 29 mai 2005        |
| Record d'Asie             | Ghada Shouaa         | Syrie      | 6 942 points | Götzis       | 26 mai 1996        |
| Record d'Amérique du Nord | Jackie Joyner-Kersee | États-Unis | 7 291 points | Séoul        | 24 septembre 1988  |
| Record d'Amérique du Sud  | Lucimara da Silva    | Brésil     | 6 160 points | Barquisimeto | 10 juin 2012       |
| Record d'Europe           | Carolina Klüft       | Suède      | 7 032 points | Osaka        | 27 août 2007       |
| Record d'Océanie          | Jane Flemming        | Australie  | 6 695 points | Auckland     | 28 janvier 1990    |

### Meilleures performances de l'année 2015
Les dix meilleures athlètes 2015 sont, avant les championnats, les suivantes :
| Rang | Athlète                  | Pays        | Points | Lieu       | Date           |
| ---- | ------------------------ | ----------- | ------ | ---------- | -------------- |
| 1    | Brianne Theisen-Eaton    | Canada      | 6 808  | Götzis     | 31 mai 2015    |
| 2    | Carolin Schäfer          | Allemagne   | 6 547  | Götzis     | 31 mai 2015    |
| 3    | Nadine Broersen          | Pays-Bas    | 6 531  | Götzis     | 31 mai 2015    |
| 4    | Jessica Ennis-Hill       | Royaume-Uni | 6 520  | Götzis     | 31 mai 2015    |
| 5    | Barbara Nwaba            | États-Unis  | 6 500  | Eugene     | 28 juin 2015   |
| 6    | Laura Ikauniece-Admidina | Lettonie    | 6 470  | Inowroclaw | 5 juillet 2015 |
| 7    | Nadine Visser            | Pays-Bas    | 6 467  | Götzis     | 31 mai 2015    |
| 8    | Anouk Vetter             | Pays-Bas    | 6 458  | Götzis     | 31 mai 2015    |
| 8    | Claudia Rath             | Allemagne   | 6 458  | Götzis     | 31 mai 2015    |
| 8    | Sharon Day-Monroe        | États-Unis  | 6 458  | Eugene     | 28 juin 2015   |

## Médaillées
| Or                 | Argent                | Bronze                   |
| Jessica Ennis-Hill | Brianne Theisen-Eaton | Laura Ikauniece-Admidina |

## Résultats

### Résultats finaux
| Médaille d'or      | Jessica Ennis-Hill        | Royaume-Uni      | 6 669 pts | SB |
| Médaille d'argent  | Brianne Theisen-Eaton     | Canada           | 6 554 pts |    |
| Médaille de bronze | Laura Ikauniece-Admidiņa  | Lettonie         | 6 516 pts | NR |
| 4                  | Nadine Broersen           | Pays-Bas         | 6 491 pts |    |
| 5                  | Claudia Rath              | Allemagne        | 6 441 pts |    |
| 6                  | Györgyi Zsivoczky-Farkas  | Hongrie          | 6 389 pts | PB |
| 7                  | Anastasiya Mokhnyuk       | Ukraine          | 6 359 pts | PB |
| 8                  | Nadine Visser             | Pays-Bas         | 6 344 pts |    |
| 9                  | Xénia Krizsán             | Hongrie          | 6 322 pts | PB |
| 10                 | Jennifer Oeser            | Allemagne        | 6 308 pts | SB |
| 11                 | Nafissatou Thiam          | Belgique         | 6 298 pts |    |
| 12                 | Anouk Vetter              | Pays-Bas         | 6 267 pts |    |
| 13                 | Eliška Klucinová          | Tchéquie         | 6 247 pts |    |
| 14                 | Sharon Day-Monroe         | États-Unis       | 6 246 pts |    |
| 15                 | Grit Šadeiko              | Estonie          | 6 213 pts | PB |
| 16                 | Portia Bing               | Nouvelle-Zélande | 6 057 pts |    |
| 17                 | Alina Fyodorova           | Ukraine          | 5 978 pts |    |
| 18                 | Uhunoma Osazuwa           | Nigeria          | 5 951 pts |    |
| 19                 | Sofía Ifadídou            | Grèce            | 5 951 pts |    |
| 20                 | Karolina Tymińska         | Pologne          | 5 948 pts |    |
| 21                 | Yorgelis Rodríguez        | Cuba             | 5 932 pts |    |
| 22                 | Caroline Agnou            | Suisse           | 5 866 pts |    |
| 23                 | Lyubov Tkach              | Russie           | 5 729 pts |    |
| 24                 | Yekaterina Voronina       | Ouzbékistan      | 5 701 pts | SB |
| 25                 | Ida Marcussen             | Norvège          | 5 684 pts |    |
| 26                 | Vanessa Spinola           | Brésil           | 5 647 pts |    |
| 27                 | Barbara Nwaba             | États-Unis       | 5 315 pts |    |
| 28                 | Katarina Johnson-Thompson | Royaume-Uni      | 5 039 pts | SB |

### Résultats par épreuve
| 100 mètres haies | 100 mètres haies | 100 mètres haies          | 100 mètres haies | 100 mètres haies | 100 mètres haies | 100 mètres haies |
| Rang             | Série            | Athlète                   | Nationalité      | Temps            | Points           | Notes            |
| ---------------- | ---------------- | ------------------------- | ---------------- | ---------------- | ---------------- | ---------------- |
| 1                | 4                | Nadine Visser             | Pays-Bas         | 12 s 81          | 1 153            | NJR              |
| 2                | 4                | Jessica Ennis-Hill        | Royaume-Uni      | 12 s 91          | 1 138            |                  |
| 3                | 4                | Brianne Theisen-Eaton     | Canada           | 12 s 98          | 1 127            | PB               |
| 4                | 4                | Anastasiya Mokhnyuk       | Ukraine          | 13 s 07          | 1 114            |                  |
| 5                | 4                | Akela Jones               | Barbade          | 13 s 17          | 1 099            |                  |
| 6                | 3                | Laura Ikauniece-Admidina  | Lettonie         | 13 s 21          | 1 093            | PB               |
| 7                | 4                | Erica Bougard             | États-Unis       | 13 s 28          | 1 083            |                  |
| 8                | 3                | Grit Šadeiko              | Estonie          | 13 s 36          | 1 071            | NR               |
| 9                | 3                | Katarina Johnson-Thompson | Royaume-Uni      | 13 s 37          | 1 069            | PB               |
| 10               | 3                | Carolin Schäfer           | Allemagne        | 13 s 40          | 1 059            | SB               |
| 11               | 4                | Sharon Day                | États-Unis       | 13 s 42          | 1 062            |                  |
| 12               | 3                | Claudia Rath              | Allemagne        | 13 s 44          | 1 059            | PB               |
| 13               | 2                | Karolina Tyminska         | Pologne          | 13 s 52          | 1 047            | SB               |
| 14               | 3                | Nadine Broersen           | Pays-Bas         | 13 s 55          | 1 043            |                  |
| 15               | 2                | Portia Bing               | Nouvelle-Zélande | 13 s 59          | 1 037            | PB               |
| 16               | 3                | Anouk Vetter              | Pays-Bas         | 13 s 61          | 1 034            |                  |
| 17               | 2                | Jennifer Oeser            | Allemagne        | 13 s 67          | 1 026            | SB               |
| 18               | 2                | Xénia Krizsán             | Hongrie          | 13 s 70          | 1 021            |                  |
| 19               | 1                | Yorgelis Rodríguez        | Cuba             | 13 s 73          | 1 017            | SB               |
| 20               | 3                | Uhunoma Osazuwa           | Nigeria          | 13 s 75          | 1 014            |                  |
| 21               | 1                | Sofía Ifadídou            | Grèce            | 13 s 77          | 1 011            | SB               |
| 22               | 2                | Nafissatou Thiam          | Belgique         | 13 s 83          | 1 003            |                  |
| 23               | 1                | Györgyi Farkas            | Hongrie          | 13 s 85          | 1 000            | PB               |
| 24               | 2                | Caroline Agnou            | Suisse           | 13 s 93          | 988              |                  |
| 25               | 2                | Valérie Reggel            | Suisse           | 13 s 94          | 987              |                  |
| 26               | 2                | Salcia Slack              | Jamaïque         | 13 s 98          | 981              |                  |
| 27               | 1                | Eliška Klučinová          | Tchéquie         | 14 s 06          | 970              |                  |
| 28               | 2                | Alina Fyodorova           | Ukraine          | 14 s 17          | 954              |                  |
| 29               | 1                | Vanessa Spinola           | Brésil           | 14 s 28          | 939              |                  |
| 30               | 1                | Ida Marcussen             | Norvège          | 14 s 47          | 913              |                  |
| 31               | 1                | Lyubov Tkach              | Russie           | 15 s 05          | 835              |                  |
| 32               | 1                | Ekaterina Voronina        | Ouzbékistan      | 15 s 09          | 830              | PB               |
| -                | 4                | Marthe Koala              | Burkina Faso     | DNF              | 0                |                  |
| -                | 3                | Barbara Nwaba             | États-Unis       | DNF              | 0                |                  |
| -                | 1                | Evelis Aguilar            | Colombie         | DNS              | 0                |                  |
| -                | 4                | Hanna Kasyanova           | Ukraine          | DNS              | 0                |                  |

| Saut en hauteur | Saut en hauteur | Saut en hauteur           | Saut en hauteur  | Saut en hauteur | Saut en hauteur | Saut en hauteur |
| Rang            | Groupe          | Athlète                   | Nationalité      | Résultat        | Points          | Notes           |
| --------------- | --------------- | ------------------------- | ---------------- | --------------- | --------------- | --------------- |
|                 | A               | Akela Jones               | Barbade          | 1,80 m          | 978 pts         |                 |
|                 | A               | Nafissatou Thiam          | Belgique         | 1,86 m          | 1 054 pts       |                 |
|                 | B               | Vanessa Spinola           | Brésil           | 1,68 m          | 830 pts         |                 |
|                 | B               | Marthe Koala              | Burkina Faso     |                 | 0 pts           | DNS             |
|                 | A               | Brianne Theisen-Eaton     | Canada           | 1,80 m          | 978 pts         |                 |
|                 | A               | Yorgelis Rodríguez        | Cuba             | 1,86 m          | 1 054 pts       | PB              |
|                 | A               | Eliška Klucinová          | Tchéquie         | 1,86 m          | 1 054 pts       |                 |
|                 | B               | Grit Šadeiko              | Estonie          | 1,77 m          | 941 pts         |                 |
|                 | A               | Jessica Ennis-Hill        | Royaume-Uni      | 1,86 m          | 1 054 pts       | SB              |
|                 | A               | Katarina Johnson-Thompson | Royaume-Uni      | 1,89 m          | 1 093 pts       |                 |
|                 | A               | Jennifer Oeser            | Allemagne        | 1,83 m          | 1 016 pts       |                 |
|                 | B               | Claudia Rath              | Allemagne        | 1,80 m          | 978 pts         | SB              |
|                 | A               | Carolin Schäfer           | Allemagne        | 1,80 m          | 978 pts         |                 |
|                 | B               | Sofía Ifadídou            | Grèce            | 1,68 m          | 830 pts         | SB              |
|                 | B               | Xénia Krizsán             | Hongrie          | 1,80 m          | 978 pts         | SB              |
|                 | A               | Györgyi Zsivoczky-Farkas  | Hongrie          | 1,86 m          | 1 054 pts       | PB              |
|                 | B               | Salcia Slack              | Jamaïque         | 1,62 m          | 759 pts         | SB              |
|                 | A               | Laura Ikauniece-Admidiņa  | Lettonie         | 1,77 m          | 941 pts         |                 |
|                 | A               | Nadine Broersen           | Pays-Bas         | 1,86 m          | 1 054 pts       | SB              |
|                 | B               | Anouk Vetter              | Pays-Bas         | 1,77 m          | 941 pts         | SB              |
|                 | B               | Nadine Visser             | Pays-Bas         | 1,80 m          | 978 pts         | PB              |
|                 | A               | Uhunoma Osazuwa           | Nigeria          | 1,83 m          | 1 016 pts       |                 |
|                 | B               | Ida Marcussen             | Norvège          | 1,68 m          | 830 pts         |                 |
|                 | B               | Portia Bing               | Nouvelle-Zélande | 1,80 m          | 978 pts         | PB              |
|                 | B               | Karolina Tymińska         | Pologne          | 1,65 m          | 795 pts         |                 |
|                 | A               | Lyubov Tkach              | Russie           | 1,74 m          | 903 pts         |                 |
|                 | B               | Caroline Agnou            | Suisse           | 1,68 m          | 830 pts         |                 |
|                 | B               | Valérie Reggel            | Suisse           | 1,62 m          | 759 pts         |                 |
|                 | A               | Alina Fyodorova           | Ukraine          | 1,86 m          | 1 054 pts       |                 |
|                 | B               | Anastasiya Mokhnyuk       | Ukraine          | 1,83 m          | 1 016 pts       | PB              |
|                 | A               | Erica Bougard             | États-Unis       | 1,83 m          | 1 016 pts       |                 |
|                 | A               | Sharon Day-Monroe         | États-Unis       | 1,77 m          | 941 pts         |                 |
|                 | A               | Barbara Nwaba             | États-Unis       | 1,77 m          | 941 pts         |                 |
|                 | B               | Yekaterina Voronina       | Ouzbékistan      | 1,80 m          | 978 pts         | SB              |

| Lancer du poids | Lancer du poids | Lancer du poids           | Lancer du poids  | Lancer du poids | Lancer du poids | Lancer du poids |
| Rang            | Groupe          | Athlète                   | Nationalité      | Résultat        | Points          | Notes           |
| --------------- | --------------- | ------------------------- | ---------------- | --------------- | --------------- | --------------- |
|                 | A               | Akela Jones               | Barbade          | 12,73 m         | 709 pts         |                 |
|                 | A               | Nafissatou Thiam          | Belgique         | 15,24 m         | 877 pts         | PB              |
|                 | A               | Vanessa Spinola           | Brésil           | 13,44 m         | 757 pts         |                 |
|                 | B               | Brianne Theisen-Eaton     | Canada           | 13,70 m         | 774 pts         |                 |
|                 | A               | Yorgelis Rodríguez        | Cuba             | 13,54 m         | 763 pts         |                 |
|                 | A               | Eliška Klucinová          | Tchéquie         | 13,79 m         | 780 pts         |                 |
|                 | B               | Grit Šadeiko              | Estonie          | 12,05 m         | 664 pts         |                 |
|                 | B               | Jessica Ennis-Hill        | Royaume-Uni      | 13,73 m         | 776 pts         |                 |
|                 | B               | Katarina Johnson-Thompson | Royaume-Uni      | 12,47 m         | 692 pts         | PB              |
|                 | A               | Jennifer Oeser            | Allemagne        | 13,81 m         | 781 pts         |                 |
|                 | B               | Claudia Rath              | Allemagne        | 13,09 m         | 733 pts         |                 |
|                 | B               | Carolin Schäfer           | Allemagne        | 13,31 m         | 748 pts         |                 |
|                 | B               | Sofía Ifadídou            | Grèce            | 12,94 m         | 723 pts         |                 |
|                 | A               | Xénia Krizsán             | Hongrie          | 14,12 m         | 802 pts         |                 |
|                 | A               | Györgyi Zsivoczky-Farkas  | Hongrie          | 14,13 m         | 803 pts         |                 |
|                 | A               | Salcia Slack              | Jamaïque         | 13,53 m         | 763 pts         |                 |
|                 | B               | Laura Ikauniece-Admidiņa  | Lettonie         | 12,71 m         | 708 pts         |                 |
|                 | A               | Nadine Broersen           | Pays-Bas         | 14,59 m         | 833 pts         |                 |
|                 | A               | Anouk Vetter              | Pays-Bas         | 14,24 m         | 810 pts         |                 |
|                 | B               | Nadine Visser             | Pays-Bas         | 13,16 m         | 738 pts         |                 |
|                 | B               | Uhunoma Osazuwa           | Nigeria          | 11,79 m         | 647 pts         |                 |
|                 | B               | Ida Marcussen             | Norvège          | 12,86 m         | 718 pts         |                 |
|                 | B               | Portia Bing               | Nouvelle-Zélande | 13,60 m         | 767 pts         | PB              |
|                 | A               | Karolina Tymińska         | Pologne          | 13,79 m         | 780 pts         |                 |
|                 | A               | Lyubov Tkach              | Russie           | 13,99 m         | 793 pts         |                 |
|                 | B               | Caroline Agnou            | Suisse           | 14,49 m         | 827 pts         | PB              |
|                 | B               | Valérie Reggel            | Suisse           | 13,32 m         | 749 pts         |                 |
|                 | A               | Alina Fyodorova           | Ukraine          | 14,98 m         | 860 pts         |                 |
|                 | A               | Anastasiya Mokhnyuk       | Ukraine          | 13,83 m         | 783 pts         |                 |
|                 | B               | Erica Bougard             | États-Unis       | 11,40 m         | 621 pts         |                 |
|                 | A               | Sharon Day-Monroe         | États-Unis       | 14,85 m         | 851 pts         |                 |
|                 | A               | Barbara Nwaba             | États-Unis       | 14,64 m         | 837 pts         | PB              |
|                 | B               | Yekaterina Voronina       | Ouzbékistan      | 13,52 m         | 762 pts         | PB              |

| 200 mètres | 200 mètres | 200 mètres                | 200 mètres       | 200 mètres | 200 mètres | 200 mètres |
| Rang       | Série      | Athlète                   | Nationalité      | Résultat   | Points     | Notes      |
| ---------- | ---------- | ------------------------- | ---------------- | ---------- | ---------- | ---------- |
|            | 4          | Akela Jones               | Barbade          | 24 s 70    | 915 pts    |            |
|            | 1          | Nafissatou Thiam          | Belgique         | 25 s 28    | 861 pts    |            |
|            | 3          | Vanessa Spinola           | Brésil           | 24 s 73    | 912 pts    |            |
|            | 4          | Brianne Theisen-Eaton     | Canada           | 23 s 94    | 986 pts    |            |
|            | 2          | Yorgelis Rodríguez        | Cuba             | 25 s 04    | 883 pts    |            |
|            | 2          | Eliška Klucinová          | Tchéquie         | 25 s 39    | 851 pts    |            |
|            | 2          | Grit Šadeiko              | Estonie          | 24 s 41    | 942 pts    |            |
|            | 4          | Jessica Ennis-Hill        | Royaume-Uni      | 23 s 42    | 1 037 pts  | SB         |
|            | 4          | Katarina Johnson-Thompson | Royaume-Uni      | 23 s 08    | 1 071 pts  | SB         |
|            | 1          | Jennifer Oeser            | Allemagne        | 25 s 03    | 884 pts    |            |
|            | 3          | Claudia Rath              | Allemagne        | 24 s 15    | 966 pts    |            |
|            | 4          | Carolin Schäfer           | Allemagne        | 24 s 22    | 960 pts    |            |
|            | 1          | Sofía Ifadídou            | Grèce            | 25 s 93    | 803 pts    |            |
|            | 2          | Xénia Krizsán             | Hongrie          | 25 s 27    | 862 pts    |            |
|            | 1          | Györgyi Zsivoczky-Farkas  | Hongrie          | 25 s 43    | 848 pts    | PB         |
|            | 3          | Salcia Slack              | Jamaïque         | 24 s 73    | 912 pts    |            |
|            | 3          | Laura Ikauniece-Admidiņa  | Lettonie         | 23 s 97    | 984 pts    |            |
|            | 1          | Nadine Broersen           | Pays-Bas         | 25 s 41    | 850 pts    |            |
|            | 4          | Anouk Vetter              | Pays-Bas         | 24 s 53    | 930 pts    |            |
|            | 4          | Nadine Visser             | Pays-Bas         | 23 s 78    | 1 002 pts  |            |
|            | 3          | Uhunoma Osazuwa           | Nigeria          | 24 s 36    | 946 pts    |            |
|            | 1          | Ida Marcussen             | Norvège          | 26 s 27    | 774 pts    |            |
|            | 3          | Portia Bing               | Nouvelle-Zélande | 24 s 00    | 981 pts    |            |
|            | 3          | Karolina Tymińska         | Pologne          | 24 s 15    | 966 pts    |            |
|            | 3          | Lyubov Tkach              | Russie           | 24 s 64    | 920 pts    |            |
|            | 1          | Caroline Agnou            | Suisse           | 25 s 14    | 874 pts    | PB         |
|            | 2          | Valérie Reggel            | Suisse           | 24 s 83    | 902 pts    |            |
|            | 2          | Alina Fyodorova           | Ukraine          | 25 s 22    | 867 pts    |            |
|            | 2          | Anastasiya Mokhnyuk       | Ukraine          | 24 s 60    | 924 pts    |            |
|            | 4          | Erica Bougard             | États-Unis       | 24 s 41    | 942 pts    |            |
|            | 2          | Sharon Day-Monroe         | États-Unis       | 25 s 05    | 882 pts    |            |
|            | 4          | Barbara Nwaba             | États-Unis       | 24 s 47    | 936 pts    |            |
|            | 1          | Yekaterina Voronina       | Ouzbékistan      | 25 s 77    | 817 pts    |            |

| Saut en longueur | Saut en longueur | Saut en longueur          | Saut en longueur | Saut en longueur | Saut en longueur | Saut en longueur |
| Rang             | Groupe           | Athlète                   | Nationalité      | Résultat         | Points           | Notes            |
| ---------------- | ---------------- | ------------------------- | ---------------- | ---------------- | ---------------- | ---------------- |
|                  | A                | Akela Jones               | Barbade          | 6,09 m           | 877 pts          |                  |
|                  | A                | Nafissatou Thiam          | Belgique         | 6,14 m           | 893 pts          |                  |
|                  | B                | Vanessa Spinola           | Brésil           | 5,40 m           | 671 pts          |                  |
|                  | A                | Brianne Theisen-Eaton     | Canada           | 6,55 m           | 1 023 pts        |                  |
|                  | B                | Yorgelis Rodríguez        | Cuba             | 5,83 m           | 798 pts          |                  |
|                  | A                | Eliška Klucinová          | Tchéquie         | 6,10 m           | 880 pts          |                  |
|                  | A                | Grit Šadeiko              | Estonie          | 6,22 m           | 918 pts          |                  |
|                  | A                | Jessica Ennis-Hill        | Royaume-Uni      | 6,43 m           | 985 pts          |                  |
|                  | A                | Katarina Johnson-Thompson | Royaume-Uni      | NM               | 0 pts            |                  |
|                  | A                | Jennifer Oeser            | Allemagne        | 6,17 m           | 902 pts          |                  |
|                  | A                | Claudia Rath              | Allemagne        | 6,61 m           | 1 043 pts        |                  |
|                  | B                | Carolin Schäfer           | Allemagne        | NM               | 0 pts            |                  |
|                  | B                | Sofía Ifadídou            | Grèce            | 5,75 m           | 774 pts          |                  |
|                  | B                | Xénia Krizsán             | Hongrie          | 6,16 m           | 899 pts          |                  |
|                  | B                | Györgyi Zsivoczky-Farkas  | Hongrie          | 6,29 m           | 940 pts          |                  |
|                  | B                | Salcia Slack              | Jamaïque         | 5,54 m           | 712 pts          |                  |
|                  | A                | Laura Ikauniece-Admidiņa  | Lettonie         | 6,32 m           | 949 pts          |                  |
|                  | B                | Nadine Broersen           | Pays-Bas         | 6,20 m           | 912 pts          |                  |
|                  | A                | Anouk Vetter              | Pays-Bas         | 6,11 m           | 883 pts          |                  |
|                  | A                | Nadine Visser             | Pays-Bas         | 6,14 m           | 893 pts          |                  |
|                  | B                | Uhunoma Osazuwa           | Nigeria          | 6,21 m           | 915 pts          |                  |
|                  | B                | Ida Marcussen             | Norvège          | 5,89 m           | 816 pts          |                  |
|                  | B                | Portia Bing               | Nouvelle-Zélande | 5,95 m           | 834 pts          |                  |
|                  | A                | Karolina Tymińska         | Pologne          | 6,08 m           | 874 pts          |                  |
|                  | B                | Lyubov Tkach              | Russie           | 6,01 m           | 853 pts          |                  |
|                  | A                | Caroline Agnou            | Suisse           | 5,97 m           | 840 pts          |                  |
|                  | B                | Valérie Reggel            | Suisse           | NM               | 0 pts            |                  |
|                  | A                | Alina Fyodorova           | Ukraine          | 6,06 m           | 868 pts          |                  |
|                  | A                | Anastasiya Mokhnyuk       | Ukraine          | 6,51 m           | 1 010 pts        |                  |
|                  | A                | Erica Bougard             | États-Unis       | 6,18 m           | 905 pts          |                  |
|                  | B                | Sharon Day-Monroe         | États-Unis       | 5,79 m           | 786 pts          |                  |
|                  | B                | Barbara Nwaba             | États-Unis       | 6,08 m           | 874 pts          |                  |
|                  | B                | Yekaterina Voronina       | Ouzbékistan      | 5,81 m           | 792 pts          |                  |

| Lancer du javelot | Lancer du javelot | Lancer du javelot         | Lancer du javelot | Lancer du javelot | Lancer du javelot | Lancer du javelot |
| Rang              | Groupe            | Athlète                   | Nationalité       | Résultat          | Points            | Notes             |
| ----------------- | ----------------- | ------------------------- | ----------------- | ----------------- | ----------------- | ----------------- |
|                   | B                 | Akela Jones               | Barbade           | DNS               | 0 pts             |                   |
|                   | A                 | Nafissatou Thiam          | Belgique          | 49,31 m           | 847 pts           |                   |
|                   | B                 | Vanessa Spinola           | Brésil            | 43,75 m           | 739 pts           |                   |
|                   | B                 | Brianne Theisen-Eaton     | Canada            | 42,94 m           | 724 pts           |                   |
|                   | A                 | Yorgelis Rodríguez        | Cuba              | 43,27 m           | 730 pts           |                   |
|                   | A                 | Eliška Klucinová          | Tchéquie          | 51,09 m           | 881 pts           | PB                |
|                   | A                 | Grit Šadeiko              | Estonie           | 47,78 m           | 817 pts           |                   |
|                   | B                 | Jessica Ennis-Hill        | Royaume-Uni       | 42,51 m           | 716 pts           |                   |
|                   | B                 | Katarina Johnson-Thompson | Royaume-Uni       | 39,52 m           | 658 pts           |                   |
|                   | A                 | Jennifer Oeser            | Allemagne         | 46,45 m           | 791 pts           | SB                |
|                   | B                 | Claudia Rath              | Allemagne         | 41,31 m           | 692 pts           |                   |
|                   | A                 | Carolin Schäfer           | Allemagne         | 45,21 m           | 768 pts           |                   |
|                   | A                 | Sofía Ifadídou            | Grèce             | 56,19 m           | 980 pts           |                   |
|                   | A                 | Xénia Krizsán             | Hongrie           | 49,17 m           | 844 pts           |                   |
|                   | A                 | Györgyi Zsivoczky-Farkas  | Hongrie           | 49,30 m           | 847 pts           | SB                |
|                   | B                 | Salcia Slack              | Jamaïque          | 36,11 m           | 593 pts           |                   |
|                   | A                 | Laura Ikauniece-Admidiņa  | Lettonie          | 53,67 m           | 931 pts           | SB                |
|                   | A                 | Nadine Broersen           | Pays-Bas          | 53,52 m           | 928 pts           |                   |
|                   | A                 | Anouk Vetter              | Pays-Bas          | 51,78 m           | 895 pts           |                   |
|                   | B                 | Nadine Visser             | Pays-Bas          | 40,07 m           | 669 pts           |                   |
|                   | B                 | Uhunoma Osazuwa           | Nigeria           | 36,88 m           | 608 pts           |                   |
|                   | A                 | Ida Marcussen             | Norvège           | 42,01 m           | 706 pts           |                   |
|                   | B                 | Portia Bing               | Nouvelle-Zélande  | 34,69 m           | 566 pts           |                   |
|                   | B                 | Karolina Tymińska         | Pologne           | 34,66 m           | 565 pts           |                   |
|                   | A                 | Lyubov Tkach              | Russie            | 38,34 m           | 635 pts           |                   |
|                   | A                 | Caroline Agnou            | Suisse            | 43,15 m           | 728 pts           |                   |
|                   | A                 | Valérie Reggel            | Suisse            | 42,57 m           | 717 pts           |                   |
|                   | B                 | Alina Fyodorova           | Ukraine           | 35,67 m           | 584 pts           |                   |
|                   | B                 | Anastasiya Mokhnyuk       | Ukraine           | 38,93 m           | 647 pts           | PB                |
|                   | B                 | Erica Bougard             | États-Unis        | 35,06 m           | 573 pts           |                   |
|                   | A                 | Sharon Day-Monroe         | États-Unis        | 46,02 m           | 783 pts           |                   |
|                   | B                 | Barbara Nwaba             | États-Unis        | 46,59 m           | 794 pts           | PB                |
|                   | B                 | Yekaterina Voronina       | Ouzbékistan       | 44,44 m           | 753 pts           | SB                |

| 800 mètres | 800 mètres | 800 mètres                | 800 mètres       | 800 mètres    | 800 mètres | 800 mètres |
| Rang       | Série      | Athlète                   | Nationalité      | Résultat      | Points     | Notes      |
| ---------- | ---------- | ------------------------- | ---------------- | ------------- | ---------- | ---------- |
| 26         | 4          | Nafissatou Thiam          | Belgique         | 2 min 24 s 55 | 763 pts    |            |
| 20         | 1          | Vanessa Spinola           | Brésil           | 2 min 21 s 81 | 799 pts    |            |
| 3          | 4          | Brianne Theisen-Eaton     | Canada           | 2 min 11 s 52 | 942 pts    |            |
| 27         | 3          | Yorgelis Rodríguez        | Cuba             | 2 min 30 s 47 | 687 pts    |            |
| 16         | 3          | Eliška Klucinová          | Tchéquie         | 2 min 19 s 48 | 831 pts    |            |
| 15         | 3          | Grit Šadeiko              | Estonie          | 2 min 17 s 32 | 860 pts    |            |
| 2          | 4          | Jessica Ennis-Hill        | Royaume-Uni      | 2 min 10 s 13 | 963 pts    |            |
| 28         | 1          | Katarina Johnson-Thompson | Royaume-Uni      | 2 min 50 s 73 | 456 pts    |            |
| 10         | 3          | Jennifer Oeser            | Allemagne        | 2 min 13 s 89 | 908 pts    | SB         |
| 1          | 3          | Claudia Rath              | Allemagne        | 2 min 09 s 66 | 970 pts    |            |
|            | 1          | Carolin Schäfer           | Allemagne        |               | 0 pts      | DNS        |
| 17         | 2          | Sofía Ifadídou            | Grèce            | 2 min 19 s 55 | 830 pts    |            |
| 7          | 3          | Xénia Krizsán             | Hongrie          | 2 min 13 s 36 | 916 pts    |            |
| 11         | 4          | Györgyi Zsivoczky-Farkas  | Hongrie          | 2 min 14 s 71 | 897 pts    |            |
|            | 1          | Salcia Slack              | Jamaïque         |               | 0 pt       | DNS        |
| 9          | 4          | Laura Ikauniece-Admidiņa  | Lettonie         | 2 min 13 s 79 | 910 pts    |            |
| 13         | 4          | Nadine Broersen           | Pays-Bas         | 2 min 16 s 58 | 871 pts    |            |
| 24         | 4          | Anouk Vetter              | Pays-Bas         | 2 min 23 s 71 | 774 pts    |            |
| 8          | 3          | Nadine Visser             | Pays-Bas         | 2 min 13 s 72 | 911 pts    | PB         |
| 18         | 2          | Uhunoma Osazuwa           | Nigeria          | 2 min 21 s 36 | 805 pts    | PB         |
| 19         | 1          | Ida Marcussen             | Norvège          | 2 min 12 s 62 | 927 pts    |            |
| 12         | 2          | Portia Bing               | Nouvelle-Zélande | 2 min 14 s 88 | 894 pts    |            |
| 6          | 2          | Karolina Tymińska         | Pologne          | 2 min 13 s 04 | 921 pts    |            |
| 22         | 2          | Lyubov Tkach              | Russie           | 2 min 22 s 50 | 790 pts    |            |
| 23         | 2          | Caroline Agnou            | Suisse           | 2 min 23 s 33 | 779 pts    | SB         |
|            | 1          | Valérie Reggel            | Suisse           |               | 0 pts      | DNS        |
| 21         | 2          | Alina Fyodorova           | Ukraine          | 2 min 22 s 43 | 791 pts    |            |
| 14         | 4          | Anastasiya Mokhnyuk       | Ukraine          | 2 min 17 s 00 | 865 pts    |            |
|            | 2          | Erica Bougard             | États-Unis       |               | 0 pts      | DNS        |
| 4          | 3          | Sharon Day-Monroe         | États-Unis       | 2 min 11 s 61 | 941 pts    |            |
| 5          | 1          | Barbara Nwaba             | États-Unis       | 2 min 12 s 20 | 933 pts    |            |
| 25         | 1          | Yekaterina Voronina       | Ouzbékistan      | 2 min 24 s 04 | 769 pts    | SB         |

## Engagées
Pour se qualifier, il faut avoir réalisé au moins 6 075 points entre le 1er janvier 2014 et le 10 août 2015.
Les trois premières du classement 2014 au challenge IAAF des épreuves combinées sont également considérées comme ayant réalisé les minima.
Les championnes continentales en titre sont également qualifiées, leurs fédérations respectives se réservant le droit de les aligner ou non.
Parmi les absentes notables, l'Allemande Lilli Schwarzkopf, vice-championne olympique 2012, la championne d'Europe Antoinette Nana Djimou Ida
et la Néerlandaise Dafne Schippers qui est alignée sur les épreuves de sprint.
36 athlètes sont engagées (2 non partantes) :
| Athlète                   | Nationalité      | Perf.     | Date              | Notes                        |
| ------------------------- | ---------------- | --------- | ----------------- | ---------------------------- |
| Akela Jones               | Barbade          | 6 371 pts | 11 juin 2015      |                              |
| Nafissatou Thiam          | Belgique         | 6 508 pts | 1er juin 2014     |                              |
| Vanessa Spinola           | Brésil           | 6 103 pts | 7 juin 2015       |                              |
| Marthe Koala              | Burkina Faso     | 5 852 pts |                   | Championne d'Afrique         |
| Brianne Theisen-Eaton     | Canada           | 6 808 pts | 31 mai 2015       |                              |
| Evelis Aguilar            | Colombie         | 5 902 pts |                   | Championne d'Amérique du Sud |
| Yorgelis Rodríguez        | Cuba             | 6 332 pts | 25 juillet 2015   |                              |
| Eliška Klucinová          | Tchéquie         | 6 460 pts | 14 juin 2014      |                              |
| Grit Šadeiko              | Estonie          | 6 196 pts | 5 juillet 2015    |                              |
| Jessica Ennis-Hill        | Royaume-Uni      | 6 520 pts | 31 mai 2015       |                              |
| Katarina Johnson-Thompson | Royaume-Uni      | 6 682 pts | 1er juin 2014     |                              |
| Jennifer Oeser            | Allemagne        | 6 306 pts | 28 juin 2015      |                              |
| Claudia Rath              | Allemagne        | 6 458 pts | 31 mai 2015       |                              |
| Carolin Schäfer           | Allemagne        | 6 547 pts | 31 mai 2015       | 2e du Challenge              |
| Sofía Ifadídou            | Grèce            | 6 113 pts | 7 juin 2015       |                              |
| Xénia Krizsán             | Hongrie          | 6 317 pts | 1er juin 2014     |                              |
| Györgyi Zsivoczky-Farkas  | Hongrie          | 6 180 pts | 21 septembre 2014 |                              |
| Salcia Slack              | Jamaïque         | 6 141 pts | 10 avril 2015     |                              |
| Laura Ikauniece-Admidiņa  | Lettonie         | 6 470 pts | 5 juillet 2015    |                              |
| Nadine Broersen           | Pays-Bas         | 6 539 pts | 6 juillet 2014    | 1re du Challenge             |
| Anouk Vetter              | Pays-Bas         | 6 458 pts | 31 mai 2015       |                              |
| Nadine Visser             | Pays-Bas         | 6 467 pts | 31 mai 2015       |                              |
| Uhunoma Osazuwa           | Nigeria          | 6 106 pts | 31 juillet 2015   |                              |
| Ida Marcussen             | Norvège          | 6 083 pts | 29 juin 2014      |                              |
| Portia Bing               | Nouvelle-Zélande | 6 102 pts | 11 janvier 2015   |                              |
| Karolina Tymińska         | Pologne          | 6 266 pts | 29 juin 2014      |                              |
| Lyubov Tkach              | Russie           | 6 151 pts | 9 juin 2015       |                              |
| Caroline Agnou            | Suisse           | 6 123 pts | 17 juillet 2015   |                              |
| Valérie Reggel            | Suisse           | 6 091 pts | 15 août 2014      |                              |
| Alina Fyodorova           | Ukraine          | 6 278 pts | 5 juillet 2015    |                              |
| Hanna Kasyanova           | Ukraine          | 6 277 pts | 13 juin 2015      |                              |
| Anastasiya Mokhnyuk       | Ukraine          | 6 331 pts | 31 mai 2015       |                              |
| Erica Bougard             | États-Unis       | 6 288 pts | 28 juin 2015      |                              |
| Sharon Day-Monroe         | États-Unis       | 6 470 pts | 28 juin 2014      |                              |
| Barbara Nwaba             | États-Unis       | 6 500 pts | 28 juin 2015      |                              |
| Yekaterina Voronina       | Ouzbékistan      | 5 689 pts |                   | Championne d'Asie            |

## Légende
Records et Performances
- AR : Record continental (area record)
- CR : Record des championnats (championship record)
- MR : Record du meeting (meet record)
- NR : Record national (national record)
- OR : Record olympique (olympic record)
- PR : Record paralympique (paralympic record)
- PB : Record personnel (personal best)
- SB : Meilleure performance personnelle de la saison (season's best)
- WL : Meilleure performance mondiale de l'année (world leader)
- WJR : Record du monde junior (world junior record)
- WR : Record du monde (world record)

Circonstances et Conditions
- DNF : N'a pas terminé (did not finish)
- DNS : N'a pas pris le départ (did not start)
- DQ : Disqualification (disqualification)
- NM : Aucun essai valable enregistré (No Mark)
- Q : Qualifié « directement » au prochain tour (ou à la prochaine compétition), lors d'une compétition majeure, grâce au classement ou à la réalisation des minima (automatic qualifier)
- q : Qualifié au prochain tour (ou à la prochaine compétition), lors d'une compétition majeure, grâce au repêchage ou à la réalisation de l'une des meilleures performances parmi celles des « non qualifiés directement » (grâce au meilleur temps ou à la meilleure distance par exemple) (secondary qualifier)